# 護得久朝惟

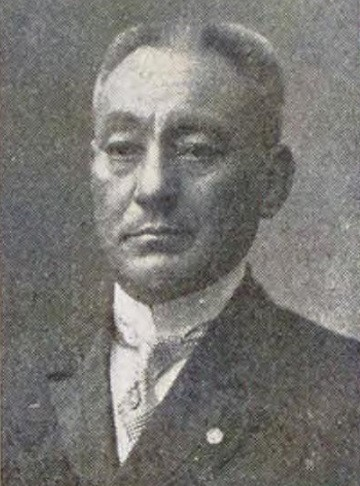
護得久朝惟

護得久 朝維（ごえく ちょうい、1868年10月20日（尚泰21年9月5日） - 1923年（大正12年）7月30日）は、沖縄県出身の実業家、政治家。衆議院議員。向氏護得久家十四世。

## 経歴
首里山川村（現那覇市首里山川町）で、護得久家十三世・護得久朝常の長男として生まれる。沖縄県尋常中学校を中退して慶應義塾で学んだが、1889年、経済的な理由で退学し帰郷した。
尚泰王の長女・真鶴金との縁談が持ち上り、王の近習は護得久家の経済状態が良くないことから難色を示したが、王の決断で結婚が認められた。1893年9月、尚順、太田朝敷らと協力して『琉球新報』を創刊。尚家の資金により設立した丸一商会、沖縄広運 (株) の社長を務めたほか、沖縄農工銀行頭取、沖縄土地建物 (株) 監査役などを歴任。
1912年5月、沖縄県最初の衆議院議員選挙（第11回総選挙）で当選した高嶺朝教が、1914年8月1日、衆議院議員を辞職し、その補欠選挙に出馬して当選。その後、第12回、第13回総選挙でも当選し、衆議院議員を連続三期務めた。
また、侯爵尚家の家職を務め、その経済的な基盤を確立し、日本国内において旧王家の社会的な地位を確立するため他藩華族との婚姻を推進した。